# Dilatative Phlebopathie
Als dilatative Phlebopathie bezeichnet man die krankhafte Erweiterung von Venen. Sie kann grundsätzlich überall auftreten, gebraucht wird der Ausdruck in der Phlebologie aber vor allem für die Beschreibung von Veränderungen der Beinvenen.

## Ursachen
Die dilatative Phlebopathie tritt ohne erkennbaren Grund auf und wird daher als anlagebedingt bezeichnet.

## Krankheitswert
Abhängig vom Ausmaß der Dilatation (Erweiterung) kommt es gesetzmäßig zur Klappeninsuffizienz. Die beginnende Erweiterung ist mit einem verspäteten Klappenschluss verbunden. Die mittelgradige Erweiterung führt ebenfalls zu einem verspäteten Klappenschluss, der aber Druckspitzen schon nicht mehr standhalten kann. Sobald dies nachweisbar ist, spricht man von einer frühen Inkompetenz des Venenabschnittes. Die fortgeschrittene Erweiterung macht den Klappenschluss (siehe Vene) nicht mehr möglich. Damit besteht eine Insuffizienz im betreffenden Venenabschnitt, z. B. Insuffizienz der Vena saphena magna, wenn es die große oberflächliche Sammelvene betrifft oder Leitveneninsuffizienz, wenn eine tiefe Vene (Leitvene) des Beines betroffen ist. Die Übergänge sind fließend. Beginnend, mittelgradig und fortgeschritten bedeuten keine absoluten Werte für den Durchmesser, sondern sind individuell verschieden.
Die dilatative Phlebopathie hat im Anfangsstadium noch keinen eigenen Krankheitswert, sollte aber dennoch rechtzeitig erkannt werden, um ein Fortschreiten der Dilatation und die damit verbundenen Funktionsstörungen zu verhindern.
Dilatation plus Insuffizienz erfüllen bereits zwei von drei Kriterien der Varikosis, die klassischerweise mit einer Schlängelung der Gefäße einhergeht. So gesehen ist die dilatative Phlebopathie eine Vorstufe der Varikosis.
Besondere Bedeutung hat die dilatative Phlebopathie im tiefen Venensystem des Beines. Hier ist keine Schlängelung und somit auch keine klassische Krampfaderbildung möglich. Die dilatative Phlebopathie ist aber auch hier Vorläufer der Insuffizienz, die im tiefen Venensystem als Leitveneninsuffizienz bezeichnet wird. Sie ist weitaus weniger augenfällig als die Varikosis, aber in der Regel weitaus folgenschwerer für den Betroffenen.